# دييغو بيني
دييغو بيني (بالإسبانية: Diego Penny)‏ (مواليد 22 أبريل 1984 في ليما - بيرو) لاعب كرة قدم بيروفي يلعب حاليا لصالح نادي الدرجة الممتازة بيرنلي الإنجليزي منذ 2008 في مركز حارس مرمى .

## روابط خارجية
- دييغو بيني على موقع الاتحاد الدولي (مؤرشف)  (الإنجليزية)
- دييغو بيني على موقع قاعدة بيانات كرة القدم.إي يو (الإنجليزية)
- دييغو بيني على موقع بيانات كرة القدم. دي إي (الألمانية)
- دييغو بيني على موقع ناشيونال فوتبول تيمز (الإنجليزية)
- دييغو بيني على موقع Soccerbase.com (لاعب) (الإنجليزية)
- دييغو بيني على موقع Soccerway.com (الإنجليزية)
- دييغو بيني على موقع عالم كرة القدم.نت (الإنجليزية)
- دييغو بيني على موقع كووورة
- دييغو بيني على موقع AS.com (الإسبانية)